# Première Nation des Pekuakamiulnuatsh
Die Première Nation des Pekuakamiulnuatsh, zuweilen noch Montagnais du Lac St-Jean oder Pekuakamiulnuatsh Takuhikan genannt, sind eine Gruppe der Innu in der kanadischen Provinz Québec, die früher meist als ‚Montagnais‘ bezeichnet wurden. Ihr Reservat ist Mashteuiatsh am Saguenay–Lac-Saint-Jean. Allerdings lebte Ende 2017 der überwiegende Teil der mehr als 6700 Stammesangehörigen, nämlich mehr als 4600 von ihnen, außerhalb des Reservats; der Stamm gehört dem Conseil tribal Mamuitun an. Häuptling (chef) ist Gilbert Dominique.

## Geschichte
Die Region ist bis heute Sitz der Innu, die sich Ilnuatsh nannten. Seit mindestens 4000 v. Chr. nutzten die Vorfahren der heutigen Bewohner, die Tshishennuatsh, den Ort als Versammlungsplatz. Ihnen folgten im frühen 17. Jahrhundert die Pekuakamiulnuatsh, die den Lac Saint-Jean Pekuakami oder Piékoagami nannten.
Für die Franzosen, die 1604 einen Handelsstützpunkt in Tadoussac gründeten, waren die zu dieser Zeit dorthinziehenden Gruppen Montagnais, da sie aus den Bergen an die Küste kamen. Gruppen am See nannten sie einfach „Montagnais du Lac-saint-Jean“. Sie selbst nannten sich Kakouchak, also nach ihrem Totemtier Stachelschweine. Sie tauschten, da es in ihrem Gebiet keine Erzvorkommen gab, Felle und Pelze gegen Eisenwaren, wie Töpfe oder Messer. Bald errangen sie ein Monopol, das sie bis Mitte des 17. Jahrhunderts aufrechterhielten, doch dann brachten Kriege zwischen Franzosen und Engländern, vor allem aber die Pocken, schließlich Überjagung und Hunger die Bevölkerung zum Zusammenbruch. 
Nach dem Tod des Häuptlings (Otchimao) Siméon im Jahr 1849 agierte Peter McLeod im seit spätestens 1763 britischen Kanada, als sein Nachfolger. Er unternahm 1852 den ersten Versuch, ein Reservat in Metabetchouan einzurichten. Am 25. Juli 1856 wurde, noch immer unter britischer Kolonialherrschaft, das Reservat Ouiatchouan eingerichtet. Für dieses setzte sich nach und nach der Name Pointe Bleue durch, nach dem Widerschein des Sees, während die Innu den Platz anfangs Ka Mestasiats nannten, pointe de terre. Es zog sich 5,35 km am See entlang und hatte eine Breite von etwa 16 km. 1869 mussten die Innu den überwiegenden Teil des Hinterlandes abtreten, so dass nur ein Streifen von 1,6 km Breite, also ein Zehntel der Fläche übrig blieb. 1870 lebten dort 30 Familien. Ihr Häuptling war Basile, doch kamen bereits 1857 die ersten Abenaki zu ihnen.  
1866 eröffnete die Hudson’s Bay Company einen Handelsposten im Reservat, 1875 erschienen die Oblaten zur Mission. Schritt für Schritt wurde das Reservat verkleinert. Der Ort erhielt seinen heutigen Namen erst 1985; er wurde 1987 offiziell anerkannt. 1921 hatte das Reservat 1.878 Einwohner, dazu kamen 549 Angehörige, die außerhalb des Reservats lebten. 1984 lebten von den 1.947 Stammesangehörigen immer noch 1.428 im Reservat. 
1977 entstand das örtliche Musée amérindien, das sich mit der Geschichte der Innu in der Region befasst. Als Eingangsschule bestand die Amisk-Schule, zum Besuch der Secondary School mussten die Schüler nach Roberval oder Saint-Félicien fahren. 1983–84 besuchten 296 Schüler die Grundschule, 140 eine Secondary School, 35 besuchten ein Collège d’enseignement général et professionnel und weitere 25 eine Universität.
1978 sprachen 44 % der Gemeinde ausschließlich Französisch, 19 % Innu und Französisch, 21 % Englisch und Französisch, 14 % sogar alle drei Sprachen. Der Stammesrat (band council) war der größte Arbeitgeber mit 80 Stellen, davon 65 im Lehrbetrieb. Zugleich drohte die Gemeinde, die viele Weiße integriert hatte, und in der zahlreiche Nachkommen gemischter Ehen lebten, in eine Gruppe der Traditionalisten und eine der Assimilierten zu zerfallen. Die einen wurden unzutreffend als Métis (nicht mit der ethnischen Gruppe gleichen Namens zu verwechseln) bezeichnet, die anderen als „reine Indianer“. Erstere hatten sich kulturell angepasst, beherrschten die örtliche Politik, akkumulierten stärker Vermögen und waren stärker auf Konkurrenz ausgerichtet. Der Zugriff auf Ressourcen und Informationen des Stammesbüros (band office) verstärkte diese Spaltung. 
Seither hat sich die Situation in sprachlicher Hinsicht gewandelt. Über die Hälfte der Innu spricht die Muttersprache, doch in der Gemeinde und in Essipit lag dieser Anteil 2005 bei fast 95 %.